# Шоип-Мулла
Шоип-Мулла, (Шуаиб-мулла) Цонтороевский (чечен. ШуӀайб-Молла) (1804 год, в чеченском ауле Бильтаул (современный Тухчар), Дагестан — март 1844 года, Центорой, Чечня) — чеченский полководец времен Большой Кавказской войны, «Маршал лесной войны», самый приближенный и доверенный наиб имама Шамиля, мудир Мичикской волости (1840—1844). Шоип-мулла с самого начала завоевал доверие имама Шамиля и стал первым наибом Шамиля и близким человеком не только ему, но и его семье. Шамиль доверял Шоипу безопасность своей семьи и Шоип неоднократно перевозил и укрывал домочадцев Шамиля от царских войск. С 1834 года Шоип-мулла в течение четырех лет был религиозным проповедником (муллой) в чеченском селе Оку-Юрт.

## Биография

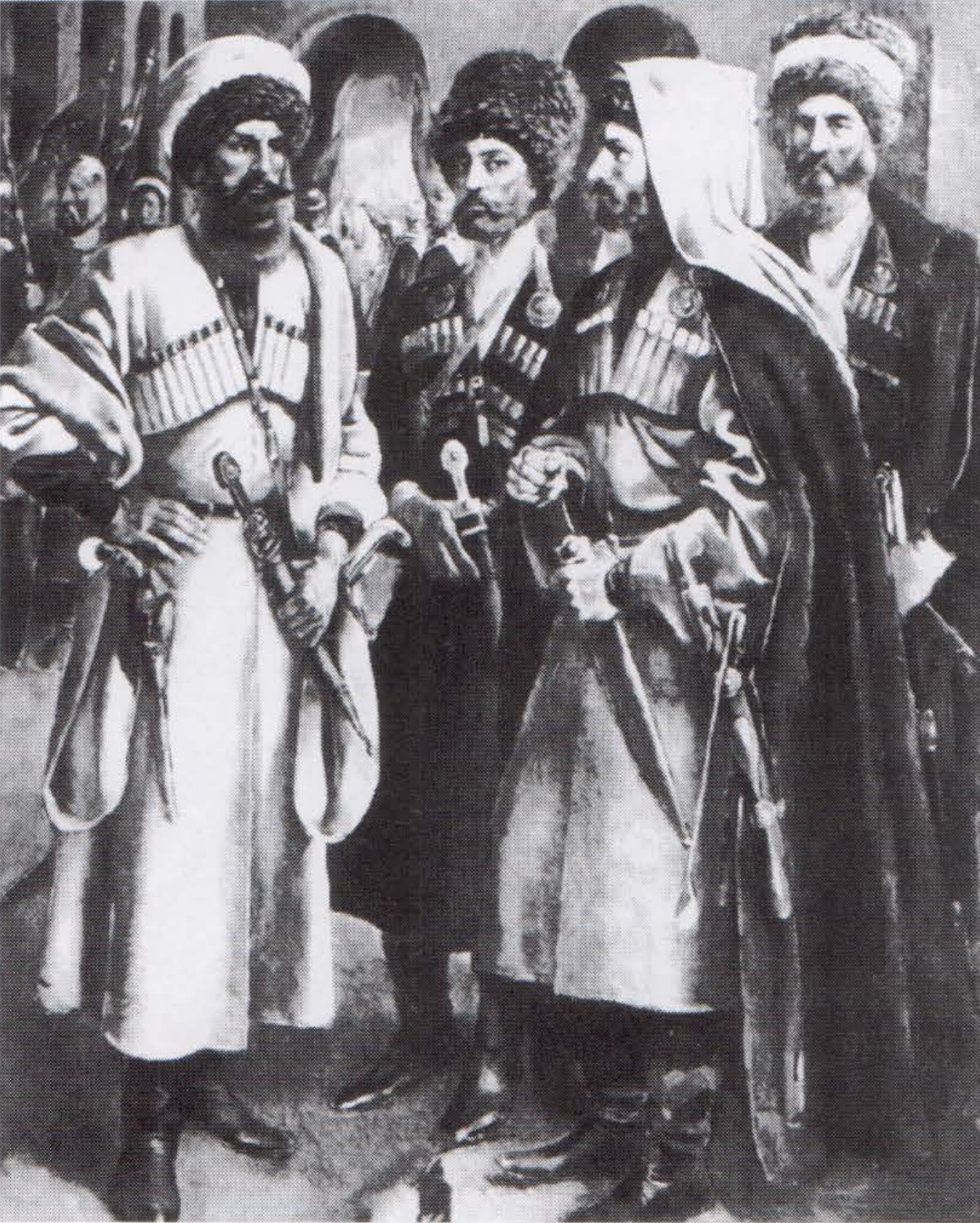
Картина Х.-Б. Мусаясул. Шамиль и наибы Даниял-бек Илисуйский, Хаджи-Мурат Хунзахский, Шуаиб-Мулла Цонтороевский (1912). (последний справа Шуаиб-Мулла).

Шоип родился в селении Билта-эвла (современный Тухчар Новолакского района Дагестана) в 1804 году в семье учёного Мухаммада-Хаджи, который дважды совершил хадж в Мекку. Мухаммад-мулла был не только крупным ученым-арабистом, просветителем, но и пользовался огромным уважением и авторитетом среди чеченцев, долгое время возглавлял Совет страны (Мехкан кхел) в Нохч-Мохке. Все его родные жили в ауле Центорой.
В юности Шоип получил хорошее образование, проявил большие способности к наукам, учился у известных алимов Чечни и Дагестана, владел, кроме родного чеченского, арабским, кумыкским, аварским языками. В общем языков, которые знал Шоип-Мулла было тринадцать.
Отец Мухаммад хотел, чтобы сын занимался науками, и первое время Шоип был нацелен на глубокое изучение наук. Некоторое время работал муллой. Однако начавшаяся Кавказская война изменила его планы. Он становится одним из самых активных участников газавата против царских войск. В 1829 году Шоип становится мюридом и активным помощником первого имама — Гази-Мухаммада Гимринского. Однако после его смерти Шоип отходит от активной военной деятельности. С 1834 Шоип-мулла в течение четырёх лет исполнял обязанности муллы в селении Оку-Юрт. Царское командование не простило ему активного участия в военных походах имама Гази-Мухаммада и предпринимает меры для его убийства или привлечения на свою сторону путём обещания всяких благ и должностей. Шоип отвергает всякие предложения от властей. Чтобы избежать ареста, в 1838 г. бежит в горы Ичкерии, где становится мюридом шейха Ташев-Хаджи.

В этом году (1838 г. — Ю. Д.) за связи с хищниками Шуаиба хотели арестовать, но он успел уйти к Ташев-Хаджи, у которого и сделался мюридом. Вскоре умом и храбростью он успел заслужить большое доверие у Ташав-Хаджи, и тот не раз поручал ему командование большими партиями, с которыми он производил набеги в наших границах.— Рапорт генерал-адъютанта Нейдгардта военному министру Чернышеву 20 ноября 1843 г.

Орбелиани: «Шуаиб небольшого роста, лицо смуглое с небольшими рябинками, ловкий во всех приемах и в особенности верхом. Он известен как человек с хитрым и бойким умом, как отличный рубака, лихой наездник и искусный предводитель в бою».— Юсуп Дадаев. Шуаиб-мулла Центороевский – сподвижник имама Шамиля* 10.10.2016
В 1843 году наибом Мичиковской волости являлся Шуаиб-Мулла, (Согласно П. Х. Граббе, в Мичиковском участке под начальством Шуаип-муллы состоит около 1500 семейств) наибу этому кроме части, вверенной в непосредственное его управление подчинены в военном отношении: участок Большой Чечни, в которой наибом Суаиб-Эрсеноевский и участок ауховский, где управляет Улубий-Мулла.
К концу войны Абдурахман-Хаджи писал: «Самыми справедливыми наибами в Чечне были Шуаиб, Суаиб Эрсеноевский, Ахвердил Мухаммед, Талхиг Шалинский, Осман Майртупский и Умма из Зунсы».
Убит в Центорое.
"Начальник левого фланга Кавказской линии генерал-майор Фрейтаг, в дополнение рапорта своего о смерти Шуаиб-Муллы, помещенного в предыдущем журнале, донес, от 13-го марта, что Шамиль, узнав об этом убийстве, тотчас послал в Цонтери, где оно совершилось, 200 конных андийцев, чтобы арестовать некоторых почтенейших жителей за то, что они допустили совершиться преступлению. Жители Цонтери встретили андийцев выстрелами. Получив об этом сведение, Шамиль приказал скорее собрать партию и отправился сам в Цонтери, но жители и его не впустили. Начались переговоры. Между тем толпы Шамиля беспрестранно увеличивались и на другой день вечером жители, испуганные огромностью собираемой против них силы, а может быть, поверив обещаниям Шамиля, наконец сдались. Войдя в деревню, Шамиль отдал приказание истребить всех. Жители дрались отчаянно, но не могли спастись, и все 100 семейств, составлявших деревню, от 80-ти летнего старика до грудного ребёнка, как выражается генерал-майор Фрейтаг, погибли.
Не довольствуясь этим, Шамиль направился с своим [скопищем] к хуторам Гурдали и там также истребил всех жителей за то, что они не задержали убийц Шуаиб-Муллы, бежавших, как видно по следам, мимо означенных хуторов. [232]
Все движимое имущество убитого наиба, состоявшее из 35-ти крымских ружей, 4-х т. баранов, 500 штук рогатого скота, 60-ти буйволов и около 30-ти т. руб. (серебром). Шамиль взял себе..".

## Вклад в развитие тактики партизанской войны
Чеченцы, по мнению многих исследователей, первыми создали род ползающих войск, воспитали образцовую горную кавалерию с такими поистине бессмертными примерами, как Казбич, Бейбулат, Талхиг, положили начало конно-горной артиллерии и придумали «кочующие батареи». Они создали «завал» противника — прототип пехотного окопа и укрепленной точки, и глубоко продумали теорию эластичного фронта. Все это потом возникло у Тотлебена в Севастополе и у Бакланова — в Польше, но никогда не было изучено в полном объёме. Европа дивилась казачеству и изучала, забывая или не зная, что оно — не первоисточник методов партизанской войны, — пишет исследователь. — Так, например, до сих пор остается неизученной война на рассеивание, блестяще осуществляемая одним из самых талантливых полководцев имамата — Шоип-Моллой Цонторойским. С удивительной полнотой он превосходил то, к чему почти через столетие пришла современная теория малой войны— Мюридизм на Кавказе, М., 1963г., Н.А. Смирнов

## Одноимённая крепость

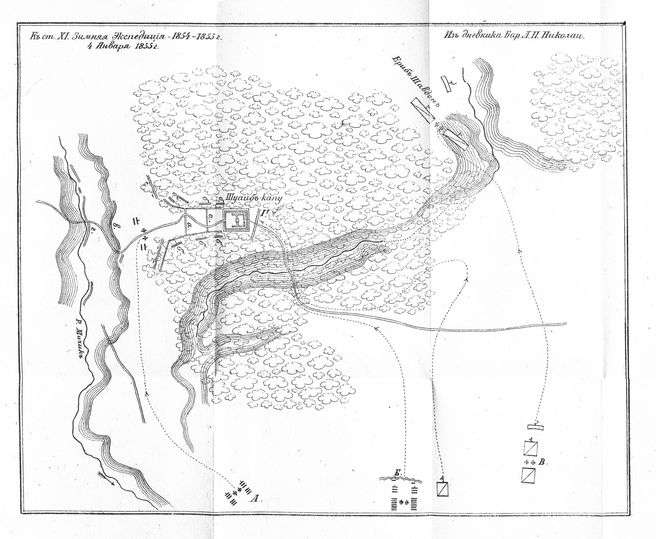
Укрепление Шуаиб-капу, карта-схема зимней экспедиции (1855)

Укрепление Шуаиб-Капу (ШоIайпан гIап). В российских источниках укрепление называлось Шуаиб-капу, было построено в начале 1840-х годов. В крепости наибом Шуаибом был поставлен гарнизон — караул во главе с мазуном для наблюдения за Большой Чечнёй. Сохранился четырехугольный глубокий ров между населёнными пунктами Бачи-Юрт и Ахмат-Юрт Курчалоевского района возле реки Мичик.